# إبراهيم حلمي عبد الرحمن
إبراهيم حلمي عبد الرحمن (5 يناير 1919 - 1998)، هو وزير التخطيط المصري السابق، وعالم في التخطيط والفلك والاقتصاد وأستاذ في الترجمة.

## حياته ونشأته

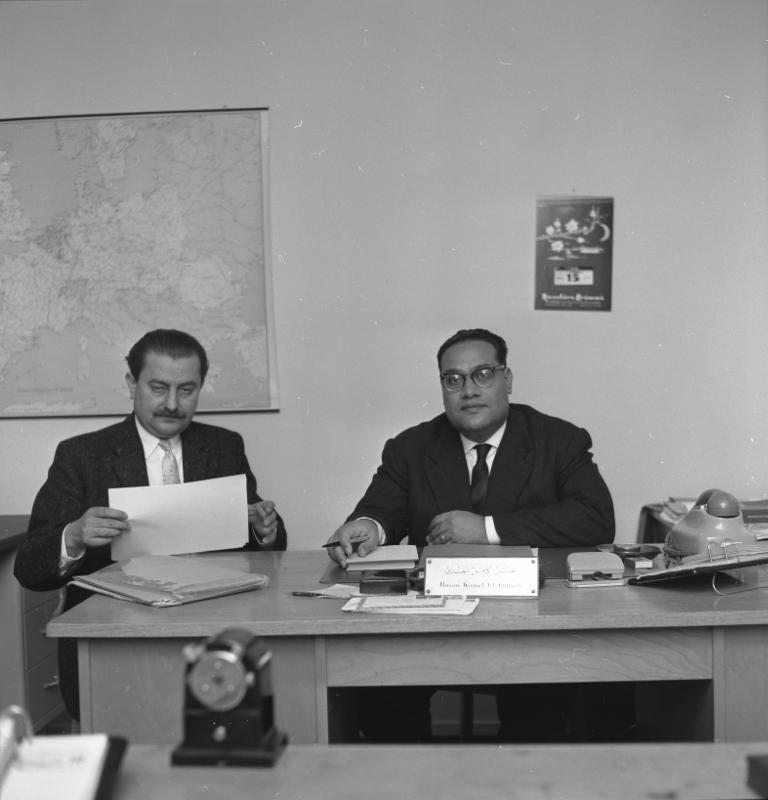
إبراهيم حلمي عبد الرحمن في زيارة رسمية إلى بون.

وُلد إبراهيم حلمي في قرية كفر الولجا، وتخرج بمرتبة الشرف من كلية العلوم جامعة القاهرة في الدفعة العاشرة من دفعات كلية علوم القاهرة عام 1938،. وابتعث إلى إنجلترا، ودرس في جامعة كامبريدج، وحصل على درجة الدكتوراه في الفلسفة في الفلك عام 1941 من جامعة أدنبرة، ثم أجري دراسات علمية في الفلك في جامعة كامبريدج عام 1942، وجامعة ليدن بهولندا عام 1951، وعاد من بعثته فعمل مدرسًا ثم أستاذًا مساعدًا في كلية العلوم في سن مبكرة من حياته بتوجيهات من العالم المصري الدكتور علي مصطفى مشرفة، ثم اكتفى من درجات سلك هيئة التدريس بدرجة الأستاذ المساعد وترك الجامعة إلى وظائف الحياة العامة مبكرًا.

## الحياة العملية
- عمل مدرسًا بكلية العلوم جامعة القاهرة.
- أستاذ مساعد بمرصد حلوان 1942-1952.
- سكرتير عام لجنة التخطيط القومي 1954-1960، 1960-1965.
- سكرتير عام مجلس الوزراء 1954-1957.
- سكرتير عام وعضو لجنة الطاقة الذرية المصرية 1955-1958.
- سكرتيرا عاما وعضو المجلس الأعلى للعلوم 1956-1958.
- مدير معهد التخطيط القومي ومؤسسه 1960-1963.
- مدير منظمة الأمم المتحدة للتنمية الصناعية 1967-1974.
- مستشار رئيس مجلس الوزراء منذ عام 1974.
- وزير التخطيط والتنمية الإدارية 1975-1976.
- أستاذ زائر بجامعة وسكونسن 1981-1982.
- مستشار وزير التعمير والإسكان 1983.

كما كان مشاركًا في العديد من المؤسسات الدولية منها:
- عضو صندوق التكامل بين مصر والسودان.
- عضو مجلس إدارة الاتحاد الدولي للدراسات المستقبلية.
- عضو نادي روما الدولي.
- عضو المجلس الاستشاري لمدير اليونسكو للعلوم والتكنولوجيا.
- محكم دولي في جائزة كالينجا لتبسيط العلوم باليونسكو.
- مستشار اقتصادي للصندوق العربي للإنماء ولمنظمة الدول العربية المصدرة للبترول بالكويت.
- مدير منتدب لمكتب اليونسكو الإقليمي للعلوم.
- عضو جماعة الباجواش الدولية والمصرية.
- عضو المجلس الأعلى للطاقة.
- عضو مجلس أكاديمية البحث العلمي والتكنولوجيا.
- عضو مؤسس الاتحاد العلمي المصري والاتحاد العلمي العربي .

## أعماله ومناصب
- مؤسس وأول مدير تنفيذي لمنظمة الأمم المتحدة للتنمية الصناعية (اليونيدو) 1966 - 1974 في فيينا[3] وله صورة زيتية ضخمة تتصدر مدخل تلك المنظمة، اعترافًا بفضل الرجل واحترامًا لمكانته.[4]
- كما كان له دوراً هاماً في تأسيس الوكالة الدولية للطاقة الذرية.[4]
- أسس المركز القومي للبحوث عام 1957.
- أول سكرتير عام لمجلس الوزراء في مصر في عهد الثورة.
- أسس وزارة التخطيط القومى في مصر في عهد الثورة.
- أسس معهد التخطيط القومى.
- أول من وضع خطة خمسية لمصر في عهد الثورة.
- شغل منصب وزير التخطيط في مصر.
- أسس مكتبه باسمه في قرية البقاشين.
- وله الكثير من الأعمال الخيرية في بلده كفر الولجا وقرية البقاشين المجاورة لها مثل: (قصر ثقافة - مستشفى - مركز شباب مطور -مدرسة إعدادي - مكتب بريد - جمعيه زراعية).

## كتبه ومنشوراته
عمل إبراهيم حلمي 174 دراسة ومحاضرة باللغتين الإنجليزية والعربية، وهي منشورة في مذكرات وزارة التخطيط ومعهد التخطيط القومي منها:
- التنمية الاقتصادية والحركة التعاونية في البلاد العربية : دراسات وأبحاث (مركز تنميه المجتمع في العالم العربي ,1962).
- الرادار.
- نزع السلاح والتنمية: إعلان مشترك صادر عن فريق الشخصيات البارزة في ميدان نزع السلاح والتنمية.
- قضايا التكنولوجيا المعاصرة في مصر " المؤتمر السابع أكاديمية البحث العلمي ـ القاهرة 1980.

### كتب ترجمها
- رسالة العلم الاجتماعية / تأليف د. برنال (دار الفكر العربي، 1949).
- الفلك العام / تأليف سيدهربرت سنبرجونز (وزاره المعارف العمومية، 1951).
- السلام العالمي في العصر الذري / تأليف اسكندر هادوا (دار النشر المتحدة، 1956).

## وصلات خارجية
- إبراهيم حلمي عبد الرحمن على موقع أرشيف الشارخ.
- أرشيف المجلات الأدبية والثقافية العربية - 20 مقالة للدكتور إبراهيم حلمي عبد الرحمن